# 谍海密码战
《谍海密码战》（英語：Arabesque）是一部1966年合拍的喜劇驚悚片，由斯坦利·多南執導，格里高利·派克和索非娅·罗兰主演。改編自亞歷山大·戈登（Alex Gordon）的1961年小說《The Cypher》。由於片中的主角都是個莫名陷入危機的普通人，使得該片和導演前作《謎中謎》（1963年）一起被稱為「希區考克式」。
《谍海密码战》是多南製作的最後一部該類型的電影。

## 反響
《谍海密码战》在爛番茄獲得67%的新鮮度，並在票房上取得成功。

## 外部連結
- 美国电影学会目录上的《Arabesque》（英文）
- 互联网电影数据库（IMDb）上《Arabesque》的资料（英文）
- TCM电影资料库上《谍海密码战》的资料（英文）
- AllMovie上《Arabesque》的资料（英文）